# Serrezuela (Argentina)
Serrezuela es un municipio y localidad del departamento Cruz del Eje, en la provincia argentina de Córdoba, a 19 km del límite con la provincia de La Rioja, a 198 de Córdoba capital, y a 950 km de Buenos Aires. El nombre es dado tando a la localidad como una sierra de elevaciones de hasta 400 m sobre el pueblo, pequeña en comparación con las Sierras Grandes y otras cordobesas (de ahí el diminutivo), que da origen a la toponimia. Esta Serrezuela se desprende como una última estribación norteña de la sierra del Pocho y tiene como extremo norte la población, marcando un límite noroccidental entre el paisaje serrano cordobés y los llanos de monte chaqueño que se extienden hacia La Rioja y Catamarca, límite interprovincial donde se ubican también las Salinas Grandes.

## Accesos
- RN 38 comunica al norte con las provincias de La Rioja , Catamarca, Mendoza, San Juan, y la República de Chile; al este con las localidades de Deán Funes, Jesús María, la provincia de Santiago del Estero y las provincias del NOA, al centro con el Valle de Punilla, Córdoba, Santa Fe, Buenos Aires y todo el Litoral
- Ruta provincial RP 15 comunica con Mina Clavero, Villa Dolores, provincia de San Luis y provincia de La Pampa.

## Población
Cuenta con 2980 habitantes (Indec, 2022), lo que representa un incremento del 18% frente a los 2441 habitantes (Indec, 2010) del censo anterior.
| Gráfica de evolución demográfica de Serrezuela entre 1991 y 2022 |
|                                                                  |
| Fuente: Censos nacionales del INDEC                              |

## Historia

### Prehispana
El noroeste cordobés tiene un gran patrimonio cultural e histórico en los asentamientos originales. Hay restos de pinturas precolombinas. 
Los bosques serranos de Serrezuela eran hábitat de los helen o comechingones: no es infrecuente hallar piedras horadadas que los originarios llenaban de agua para usarlas como espejos de la observación astronómica.

### Los españoles
- En 1573 Francisco Suárez Figueroa intentó ocupar la región en nombre de los reyes de España, pero fue resistido por los pueblos originarios, debiendo desistir .
- En 1614, los conquistadores españoles se apoderaron por la fuerza de las tierras de los pueblos originarios. El gobernador de la provincia del Tucumán, Luis Quiñónez y Osorio, da estos terrenos a Tristán de Tejeda (padre del poeta argentino Luis de Tejeda). Así, los ranchos y el aserradero del “Valle de Chuto” quedaron oficialmente en poder de Tejeda. En 1660 se ratificó la posesión y el gobernador.

### Actualidad
En el año 2009 desde la localidad de Serrezuela se lanzó el cohete argentino Gradicom I.

## Turismo

### Sitios locales
- Centro Cultural
- Ex bodegas
- Aguas termales
- El Quicho
- Pinturas rupestres
- "Estancia de La Candelaria"

### Circuitos Turísticos
- Circuito Turismo Activo: Balneario “La Toma”
- Circuito Geoturístico: “Comarcas de las Salinas Grandes y Refugio de vida silvestre Monte de las Barrancas”.
- Circuito Las Capillas de La Higuera y Las Palmas - Los Túneles – Reserva Natural de Chancaní.
- Circuito Religioso: “Campanas de Las Sierras”
- Circuito “Pampa de San Luis”
- Circuito Arquitectura Campestre “Casas de Campo”
- Circuito de Salud: Paso Viejo y Termas de Quicho
- Circuito Arqueológico: “Pinturas rupestres”
- Circuito “Ruta de la Minería”
- Circuito Ruta gastronómica: “Cocinas de Campo”.
- Circuito dique Pichanas: construido entre 1966 y 1978 para riego y atenuación de crecidas. Posee un embalse de 440 ha, y 54 m de altura. Hay actividades acuáticas y pesca.

## Sismicidad
La región posee sismicidad media; y sus últimas expresiones se produjeron:
- 22 de septiembre de 1908 (116 años), a las 17.00 UTC-3, con 6,5 Richter, escala de Mercalli VII; ubicación 30°30′0″S 64°30′0″O / -30.50000, -64.50000; profundidad: 100 km ; produjo daños en Deán Funes, Cruz del Eje y Soto, provincia de Córdoba, y en el sur de las provincias de Santiago del Estero, La Rioja y Catamarca.

- 16 de enero de 1947 (78 años), a las 2.37 UTC-3, con una magnitud aproximadamente de 5,5 en la escala de Richter (terremoto de Córdoba de 1947)[2]

- 28 de marzo de 1955 (70 años), a las 6.20 UTC-3 con 6,9 Richter: además de la gravedad física del fenómeno se unió el desconocimiento absoluto de la población a estos eventos recurrentes (terremoto de Villa Giardino de 1955)

- 7 de septiembre de 2004 (20 años), a las 8.53 UTC-3 con 4,1 Richter

- 25 de diciembre de 2009 (15 años), a las 21.42 UTC-3 con 4,0 Richter

Área de:*Media sismicidad con 5,5 Richter, hace 78 años, otro de mayor cimbronazo hace 116 años por el terremoto de Cruz del Eje 1908 con 6,5 Richter

## Parroquias de la Iglesia católica en Serrezuela
| Diócesis  | Cruz del Eje |
| --------- | ------------ |
| Parroquia | El Salvador  |